# 後勁站
後勁站為高雄捷運紅線的捷運車站。此站位於高雄市楠梓區內的後勁地區，由於鄰近當地國中小學以及國立高雄科技大學楠梓校區，此站之設計主題訂定為「學院風華」，以表現該地區之人文學風特色。車站位於加昌路與海專路口，車站編號為R20。

## 歷史
- 原訂站名和平國中，後在地方民眾反映下，以傳統地名為站名。2006年8月1日，原和平國中、和平國小亦更名為後勁國中、後勁國小。
- 2008年3月9日：隨著捷運紅線「橋頭火車站—小港」段正式通車而啟用[2]。

## 車站構造
後勁站為三層高架側式月台車站，站體長153公尺、寬25公尺、高22.5公尺，位於加昌路，呈東西走向。一樓地面層共有三處出入口以及緊急逃生梯。此站的設計理念主要以呈現後勁地區的人文以及學風特色，主題為「學院風華」。

### 車站特色
此站整體設計為「帆船」之造型，以傳遞高雄的「海港」與「工業城市」內涵。站體材料主要使用金屬與帷幕。使用這些輕量透明的材料，並佐與照明來突顯此建築的船體之設計。主要色系以銀灰與白色為主。
後勁站設計觀念採用「綠建築」，使用玻璃與透空設計，大量使用自然通風與自然採光，站體屋架採用鋼結構與金屬帷幕構造以輕量化屋架結構，使站體結構簡單化。這種設計可保持視覺上的穿透性，進而與室外綠帶空間串聯，產生開放視覺的公共空間。

### 車站樓層

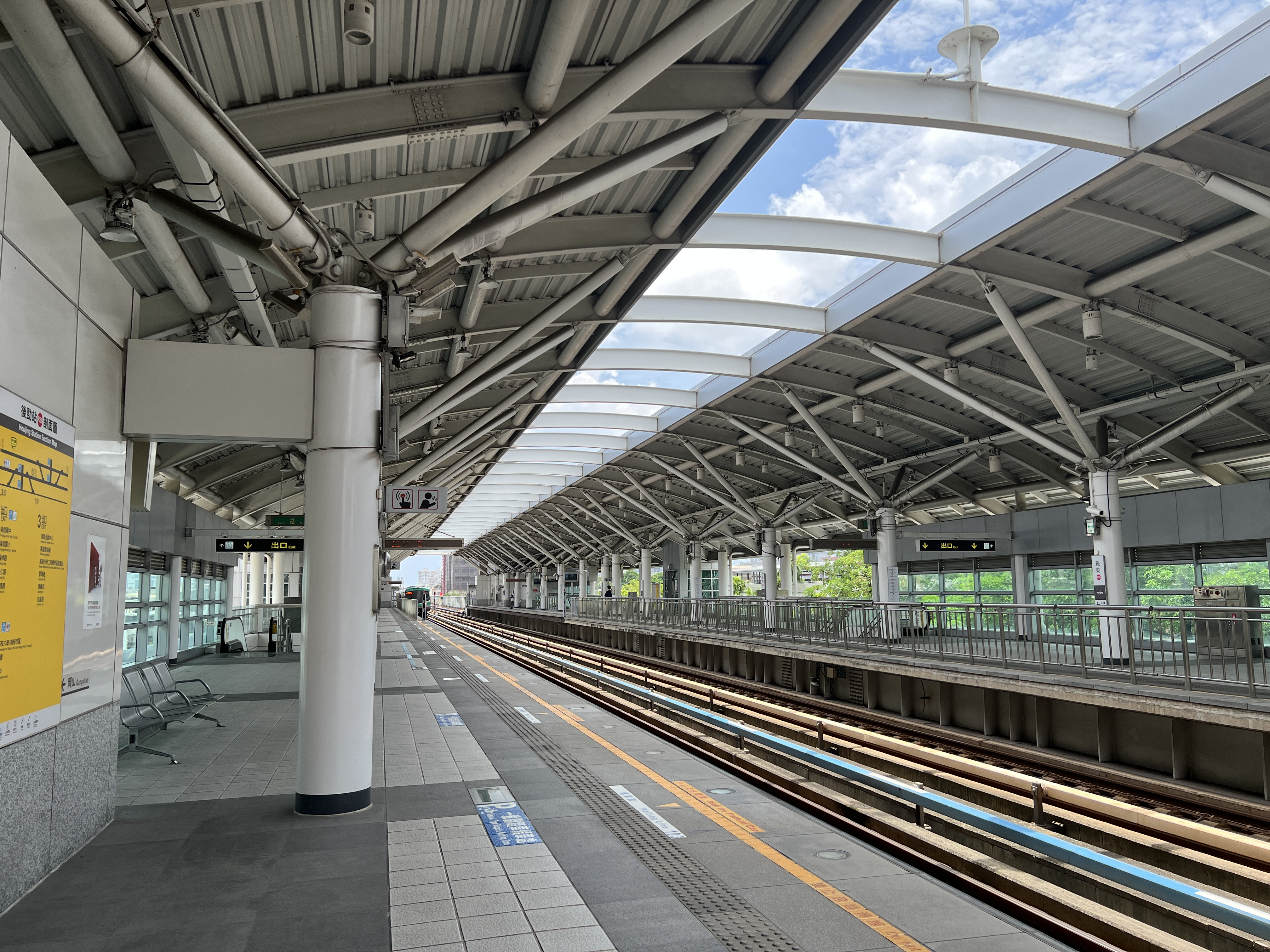
月台層

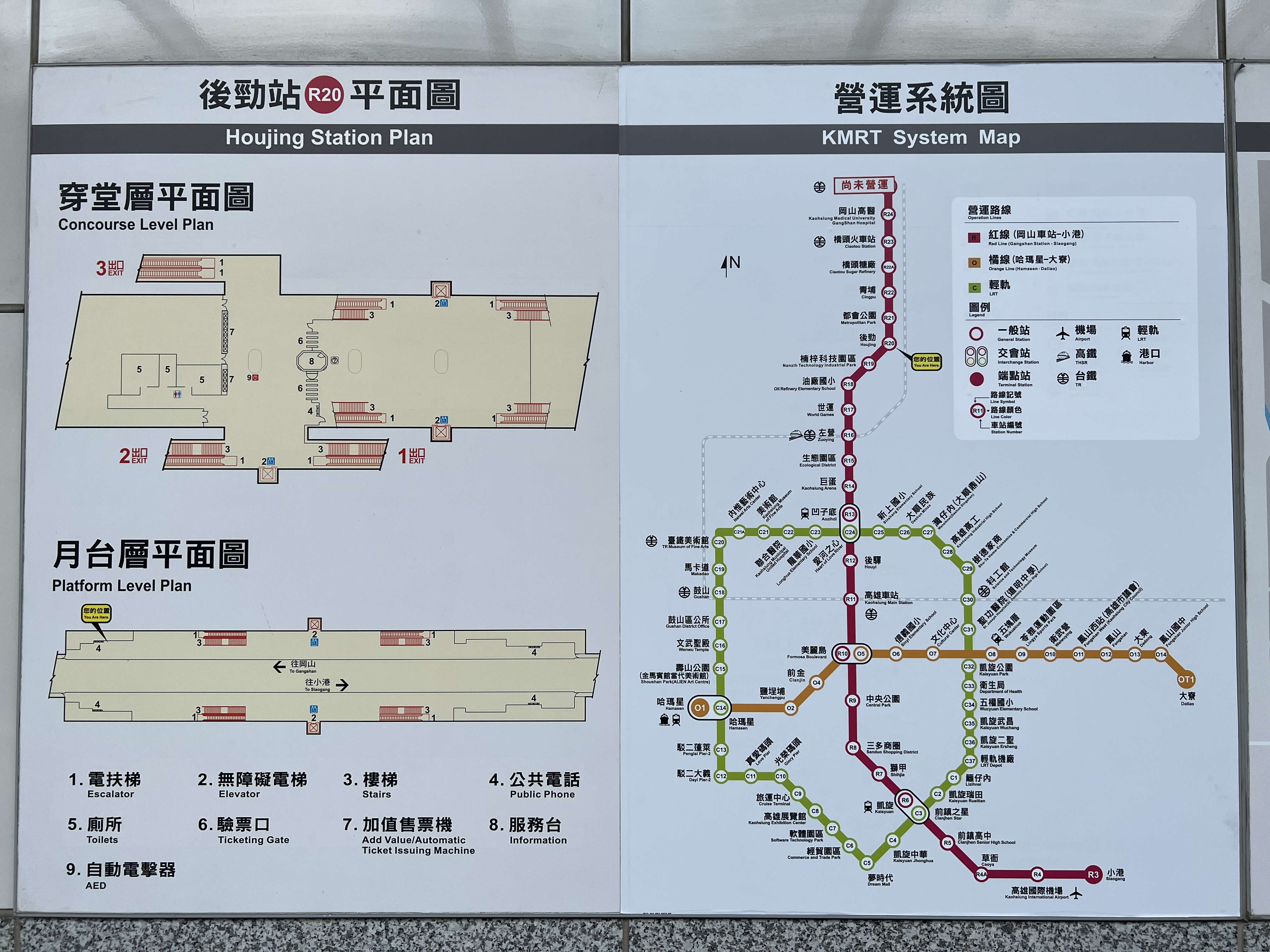
車站平面圖

| 地上 三樓 | 側式月台，右邊車門將會開啟 | 側式月台，右邊車門將會開啟          |
| 地上 三樓 | 1號月台                    | ← 紅線 往小港方向（楠梓科技園區站） |
| 地上 三樓 | 2號月台                    | 紅線 往岡山車站方向（都會公園站）→  |
| 地上 三樓 | 側式月台，右邊車門將會開啟 |                                     |

| 地上 二樓 |                                                                      |
| 穿堂層    | 車站大廳、服務台、驗票閘門、自動售票機 洗手間（付費區外，近2號出口） |

| 地面   |        |
| 出入口 | 出入口 |

### 車站出口
出口1、2位於車站北端，出口3位於車站南端，無障礙電梯位於北側1、2出口之間。
| 出入口                          | 圖片 | 出入口資訊                                  |
| ------------------------------- | ---- | ------------------------------------------- |
| 出入口1 · 設有手扶梯            |      | 後勁國中（後勁國中大門旁）、YouBike微笑單車 |
| 出入口2 · 設有電梯 · 設有手扶梯 |      | 高科大(楠梓校區)（加昌路海專路口）          |
| 出入口3 · 設有手扶梯            |      | 後勁活動中心、高雄煉油廠（加昌路學專路口）  |
| 註： 設有電梯 \| 設有手扶梯     |      |                                             |

### 聯開共構大樓
該大樓為高雄捷運第5件共構聯開案，鑲揚國際開發和福裕事業於2024年5月取得開發權，於同年9月10日和高雄市政府完成簽約，將興建兩棟地下5層、地上16層和24層的住辦、住商大樓，市府分回部分空間，用作楠梓第二行政中心和長青學苑，另有80餘戶的青年住宅和集合式住宅。建築委由隈研吾建築師設計，預計於2030年6月完工。

## 利用狀況
2023年日均進出人次為2,991人，在高雄捷運系統中排名第34名，長期使用人次甚少，在高雄捷運中僅勝過世運站、橋頭糖廠站、青埔站；目前最高紀錄為2019年12月的3,515人次，最低紀錄為2009年8月的1,538人次。本站北側為後勁國中、小及高雄科大楠梓校區（原高雄海大），東側則為楠梓陸橋系統，並無聚落，南側則為楠梓三大聚落之一的後勁，但由於興建過於偏東，實際上已稍微遠離後勁聚落，導致後勁居民多使用西側的楠梓科技園區站，加上東側無聚落，因而使用人次低落。本站為高雄捷運少數明顯的通勤站，高雄捷運大多數站點均為寒暑假、春節、跨年等有大型連假的月份時運量會上漲的觀光站，但後勁站則在這些月份運量反而會大幅下跌。
| 年   | 全年    | 全年    | 全年      | 全年  | 單日平均 | 單日平均 |
| 年   | 上車    | 下車    | 上下車計  | 來源  | 上車     | 上下車   |
| ---- | ------- | ------- | --------- | ----- | -------- | -------- |
| 2008 | 321,369 | 314,043 | 635,412   | [ a ] | 1,195    | 2,362    |
| 2009 | 362,757 | 354,363 | 717,120   | [ 5 ] | 994      | 1,965    |
| 2010 | 382,452 | 376,854 | 759,306   | [ 6 ] | 1,048    | 2,080    |
| 2011 | 428,544 | 421,113 | 849,657   | [ 7 ] | 1,174    | 2,328    |
| 2012 | 500,369 | 493,020 | 993,389   | [ 7 ] | 1,367    | 2,714    |
| 2013 | 530,105 | 521,478 | 1,051,583 | [ 7 ] | 1,452    | 2,881    |
| 2014 | 530,734 | 516,692 | 1,047,426 | [ 7 ] | 1,454    | 2,870    |
| 2015 | 496,139 | 483,047 | 979,186   | [ 7 ] | 1,359    | 2,683    |
| 2016 | 492,231 | 477,625 | 969,856   | [ 7 ] | 1,345    | 2,650    |
| 2017 | 516,773 | 500,053 | 1,016,826 | [ 7 ] | 1,416    | 2,786    |
| 2018 | 546,439 | 526,104 | 1,072,543 | [ 7 ] | 1,497    | 2,938    |
| 2019 | 566,363 | 541,257 | 1,107,620 | [ 7 ] | 1,552    | 3,035    |

## 外部連結
- 後勁 （页面存档备份，存于）（高雄捷運公司）